# Julius Ussy Engelhard

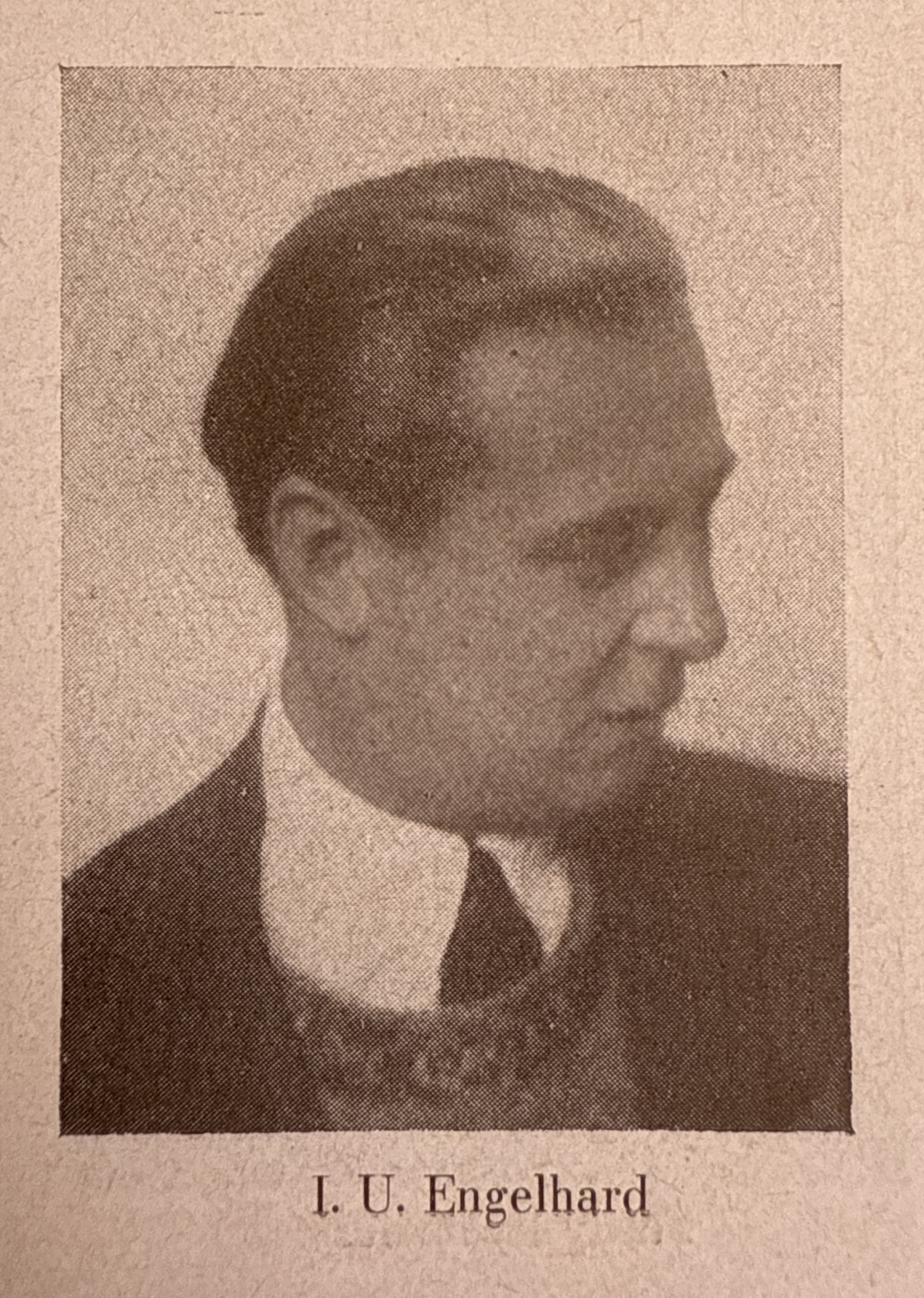
Foto von Julius Ussy Engelhard - Gebrauchsgraphik international advertising art 1924

Julius Ussy Engelhard (geboren 18. August 1883 in Bindjoy auf Sumatra, Niederländisch-Indien; gestorben 13. Dezember 1964 in München) war ein deutscher Maler, Gebrauchsgraphiker und Illustrator.

## Leben
Sein Studium absolvierte er an der Akademie der Bildenden Künste München u. a. bei Franz von Stuck. Er war Mitglied der Neuen Vereinigung Münchner Plakatkünstler sowie Mitarbeiter des Simplicissimus, der Die Jugend und zahlreicher anderer Zeitschriften. 
Er war der Hausgraphiker der Modezeitschrift Elegante Welt, für die er in den 1920er Jahren mondäne Titelblätter im Art-déco-Stil zeichnete. 
Engelhard zeichnet auch Titelblätter für die Zeitschrift Echo Continental.
Er zeichnet Werbeplakate für das Münchner Modehaus Isidor Bach, für Breitner Hüte, für das Seerestaurant Starnberg, das Odeon Casino München sowie für Rau–Thallmaier München. 
Im Jahr 1922 erschienen von ihm sechs Entwürfe für die Zigarettenmarke Manoli Privat der Berliner Zigarettenfabrik Manoli. 
In den Jahren danach kamen dann noch weitere Entwürfe für Manoli dazu.
Gesellschaftlich prägend waren auch seine politischen Plakate, die in der Münchner Räterepublik produziert wurden, wie zum Beispiel „Auch Du sollst eintreten zur Reichswehr“ von 1919 und „Elend und Untergang folgen der Anarchie“ von 1918, das später zu „Bolschewismus bringt Arbeitslosigkeit und Arbeitsnot“ verändert wurde.
In der Zeit des Nationalsozialismus passte Engelhard sich dem nationalistischen Malstil an. Er war von 1941 bis 1943 mit sechs Bildern auf den Großen Deutschen Kunstausstellungen in München vertreten, die Hitler und Göring erwarben.

## Bilder (Auswahl)
- Bad im Bergsee, bei: Berthold Hinz: Die Malerei des deutschen Faschismus: Kunst und Konterrevolution. Frankfurt a. M. : Büchergilde Gutenberg, 1976 ISBN 3763219560, S. 198 (Standort (1974): Oberfinanzdirektion München)